# Denise Gatard

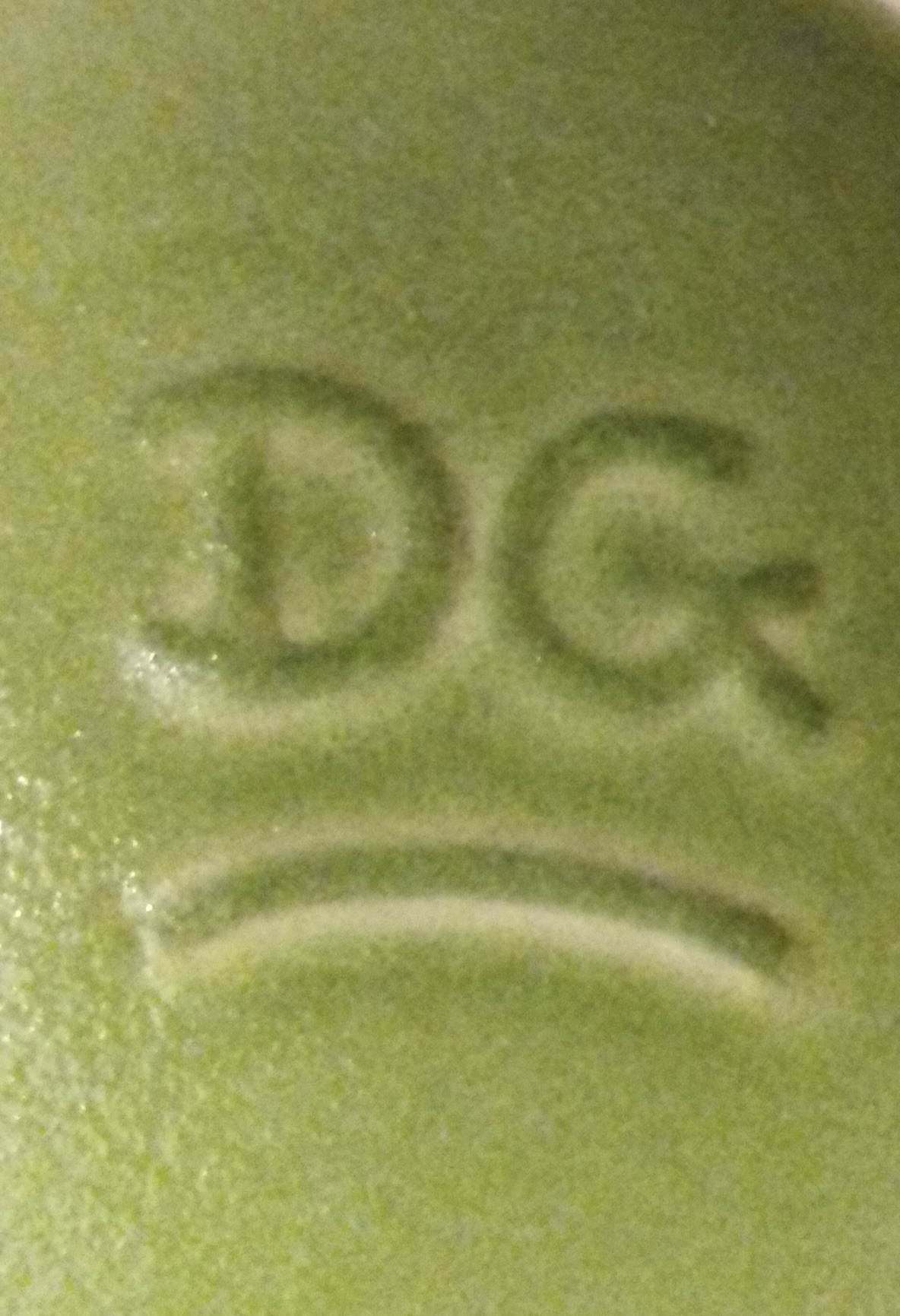
Denise Gatard, monogramme.

Denise Gatard, née en 1908 et morte en 1991, est une céramiste française. Son travail est représentatif des arts décoratifs des années 1950 à 1970 ; son apport personnel consiste notamment dans l'introduction de l'or dans la céramique.

## Biographie
Denise Jouve naît le 17 août 1908 à Fontenay-sous-Bois. Elle est la fille de Jean Esprit Jouve, architecte-décorateur des Grands Magasins Dufayel, et la sœur aînée de Georges Jouve, céramiste, formé à l'École Boulle.
Diplômée de l'École des arts appliqués de la rue Duperré, elle entre, en 1929, dans l'atelier de Jean Dunand, l'un des grands créateurs du mouvement Art déco et maître de la laque. Elle apprend cette technique, travaille la poudre d'or et la coquille d'œuf, participe à la réalisation des panneaux décoratifs du paquebot Normandie.
En 1931, elle épouse Jean Gatard, dont elle a deux filles. Ils font un séjour en Indochine (1933-1937), pays qui la marque profondément. Là, elle dessine, surtout au fusain, sculpte la glaise, partant des visages qui l'entourent.
De 1938 à 1941, elle poursuit son travail de sculptrice au cours d'un séjour en Algérie et au Maroc.
L'hiver 1941 ramène la famille en France. Jean Gatard entre dans la Résistance et fait partie des Services spéciaux de l'Armée ; arrêté par les Allemands, il est fusillé le 6 août 1943. Denise vit cette période de clandestinité à Limoges, y sculpte la terre, puis rentre à Paris avec ses enfants.
Elle poursuit son travail sur la matière et la couleur à partir de la chimie des émaux, y introduit l'or et l'oxyde de fer avec une troisième cuisson. Elle affirme son style.

## Notoriété[3]

### Galeries parisiennes
Elle présente ses premières pièces (coupes, vases, lampes, etc.) à la Galerie de l'Arcade à Paris dès 1947, des bijoux de terre qu'elle affine, allège, à la Galerie du Siècle à Saint-Germain-des-Prés. Elle commence par des pièces uniques, montées au colombin, puis épure son travail, fait de petites séries, estampées ou coulées. Elle travaille pour de grands couturiers (dont Nina Ricci), fait des boutons en bas-reliefs miniaturisés, travaille avec l'or liquide, modulant les nuances jusqu'à un émail mordoré, souligne les formes avec une ligne noire d'oxyde de fer pour les aiguiser. Ses formes s'élancent. Au début, elle doit faire cuire ses pièces à l'extérieur, puis acquiert son premier four en 1947.
En 1950, elle épouse le décorateur Maurice Pré. Son atelier est alors situé dans le VIe arrondissement de Paris. Plus tard, elle l'agrandit au numéro 111 de la rue Saint-Antoine. Sa production a alors beaucoup augmenté : elle a jusqu'à trois aides, notamment pour la réalisation de moules. Enfin, son dernier atelier est installé au numéro 10 de la rue de Buci. Toujours à l'affût de nouvelles matières, elle fait de grandes sculptures d'insectes en melchior fondu ou autres, poursuit ses bijoux, en gardant un support de céramique.
Elle dessine jusqu'à la fin de sa vie, en 1991.

### Salons et collections
Tout au long, elle expose régulièrement au Salon des artistes décorateurs et au Salon des métiers d'art, fait des expositions personnelles. Ses œuvres sont vendues en France,, et à l'étranger. Ses pièces circulent en particulier aux États-Unis où elle fait partie de grandes collections des années 1960-1965 (collection Lee F. Mindel, architecte new-yorkais, exposée au siège Phillips, par Christie's, en 2016). Jeanne Gatard possède une collection représentative de bijoux.
Le travail de Denise Gatard est présent dans les revues d'architecture de l'époque ainsi que dans des ouvrages,.
En 2009 et 2010, une exposition posthume de ses œuvres se tient dans les galeries Mouvements Modernes et Anne-Sophie Duval à Paris.

## Galerie

Céramiques
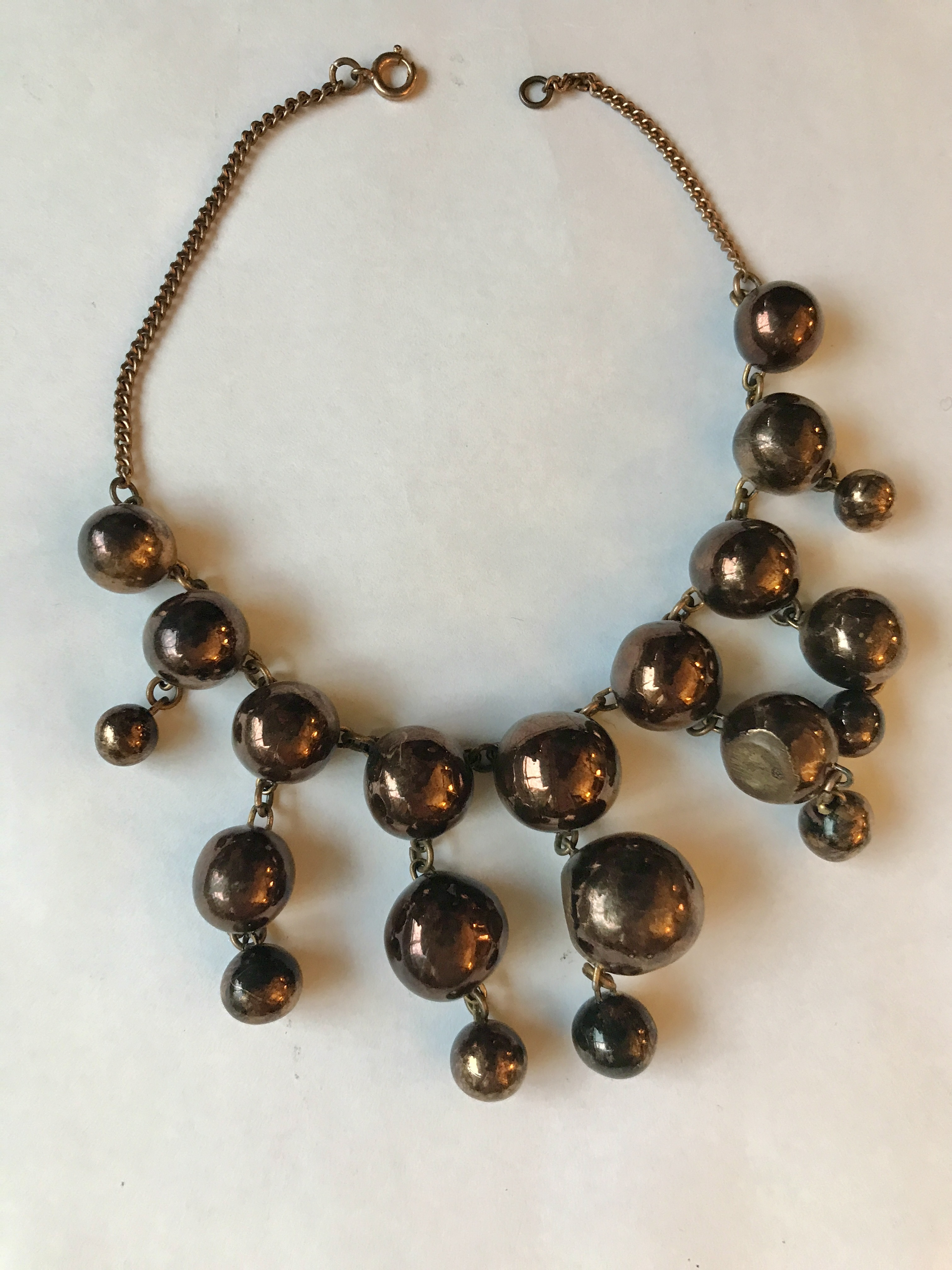
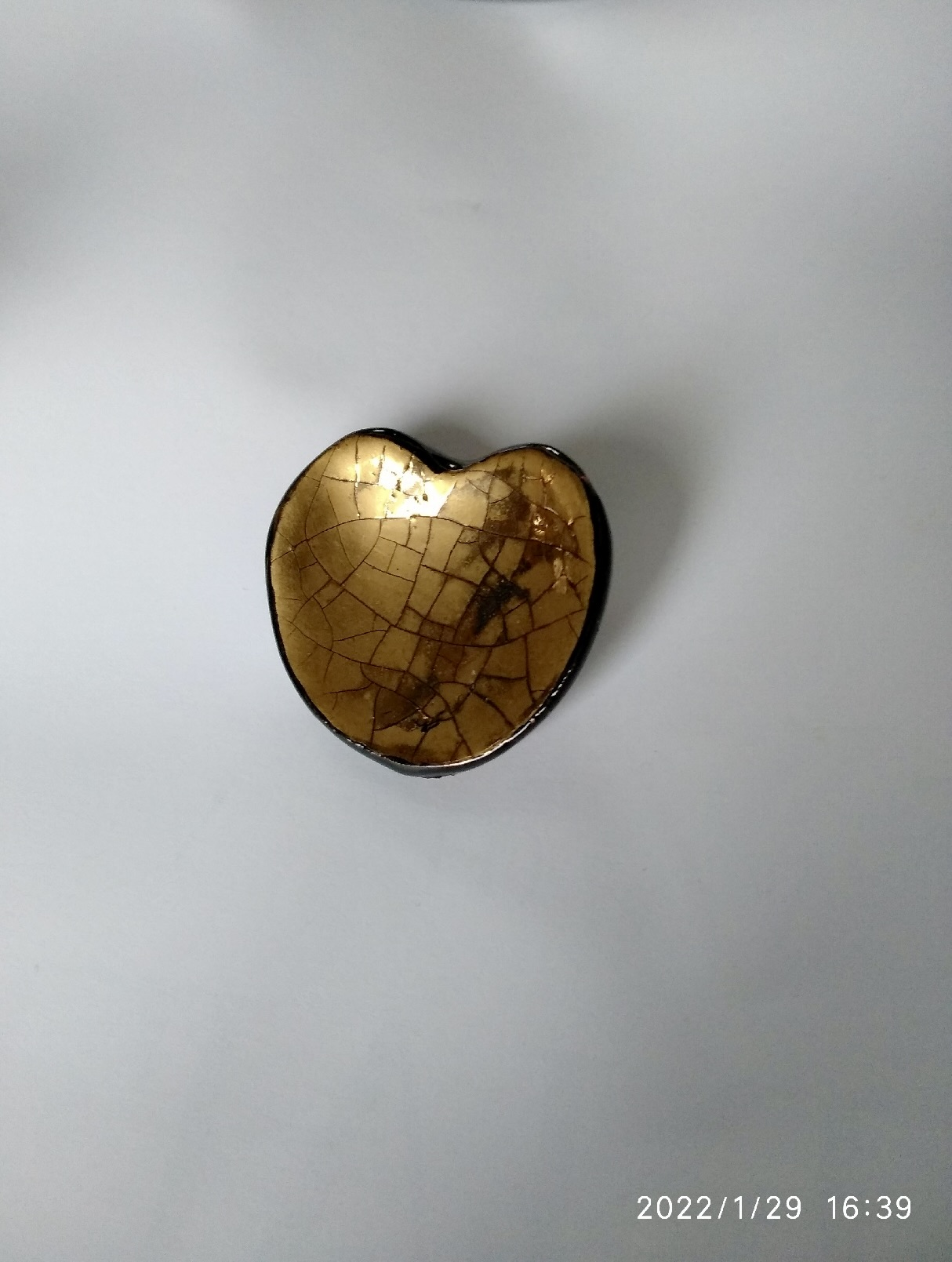
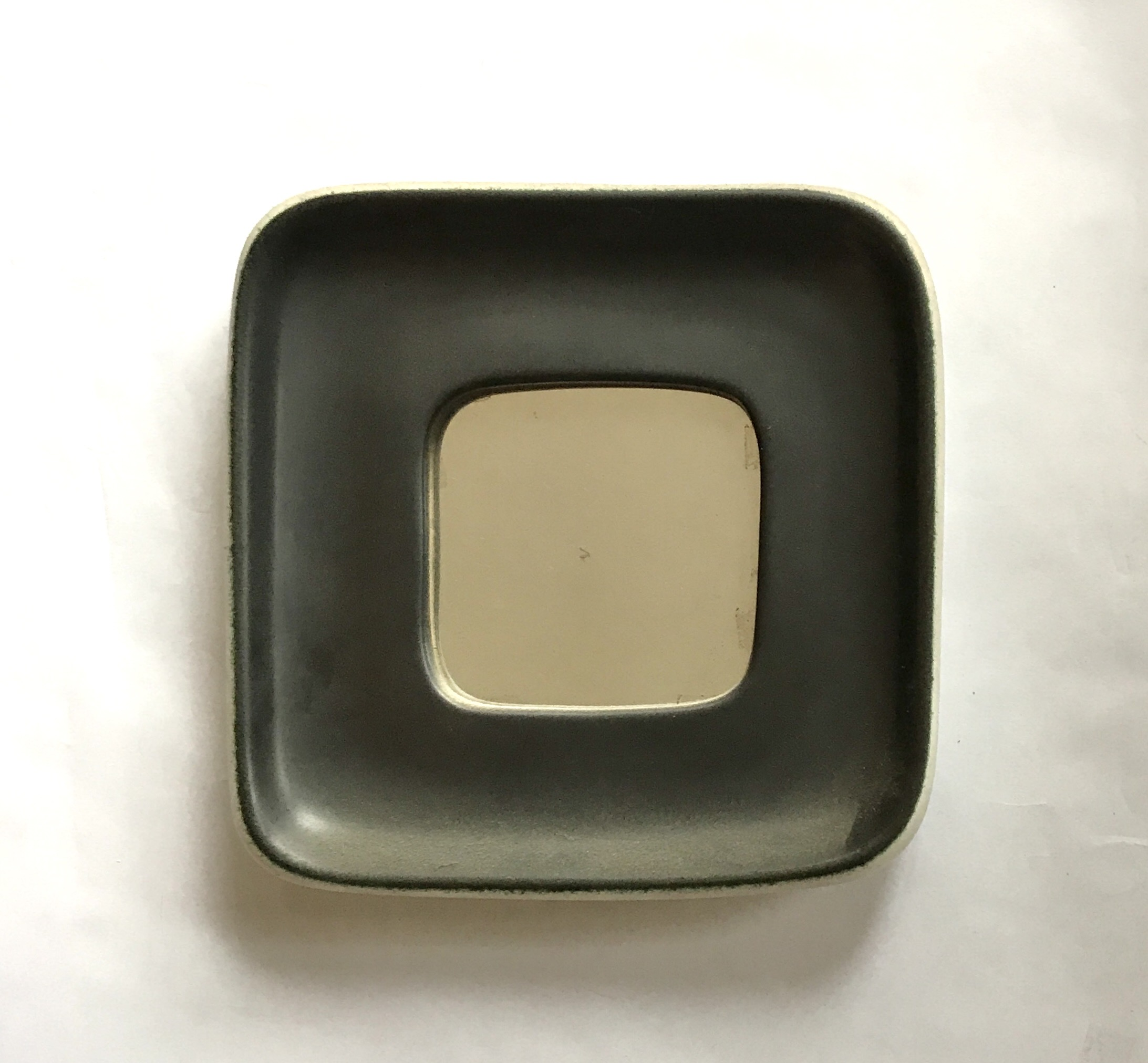
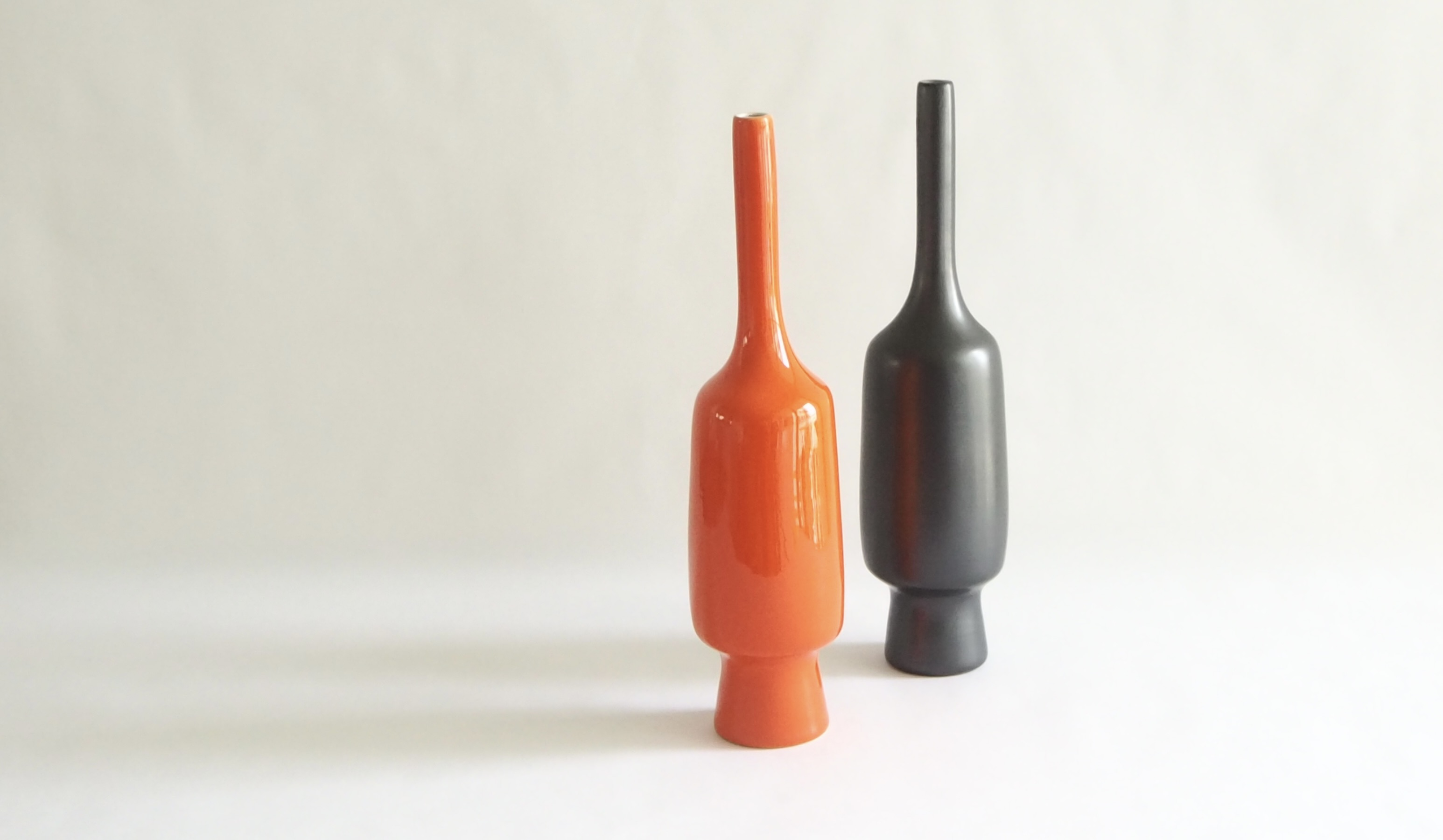
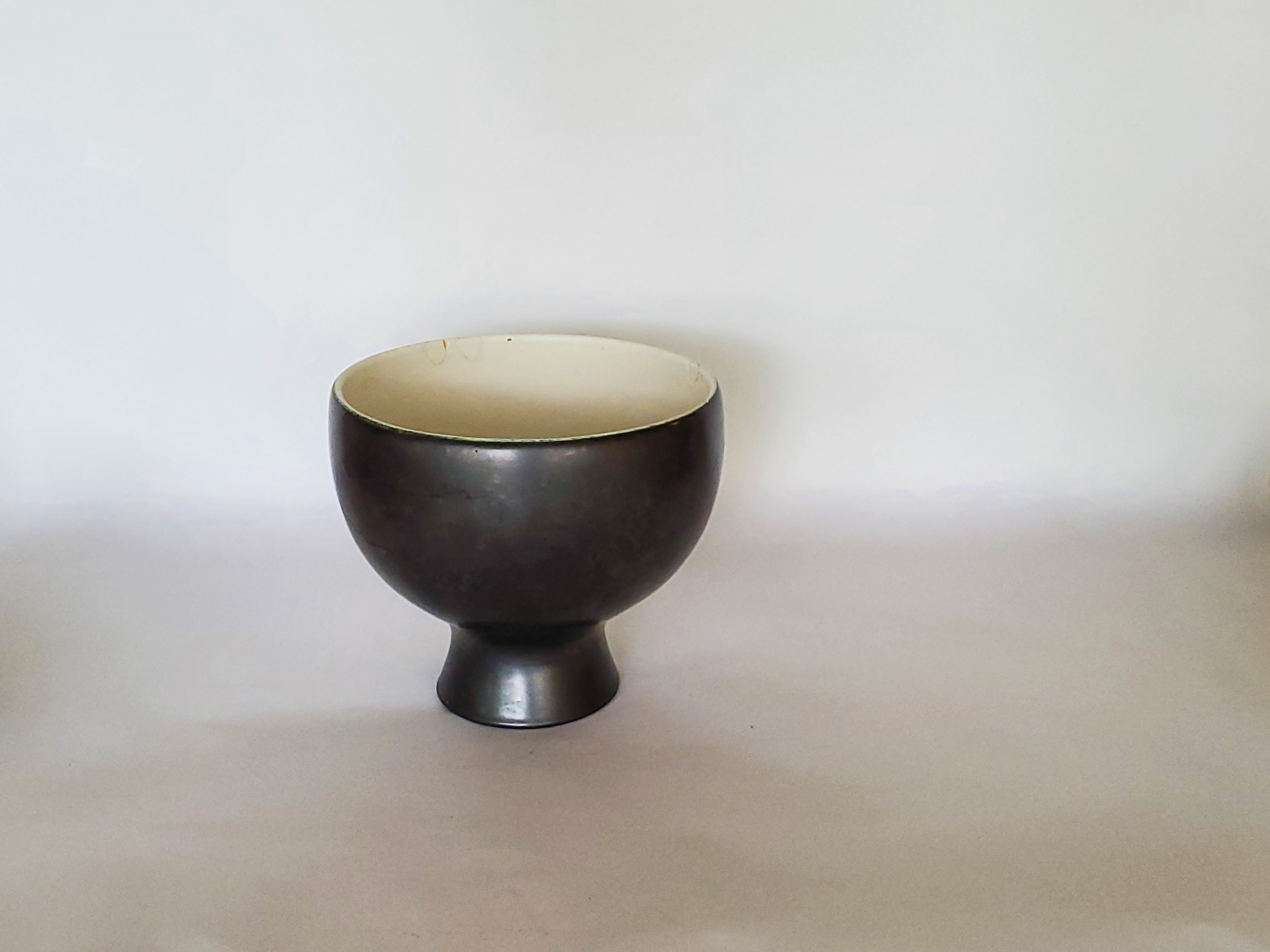
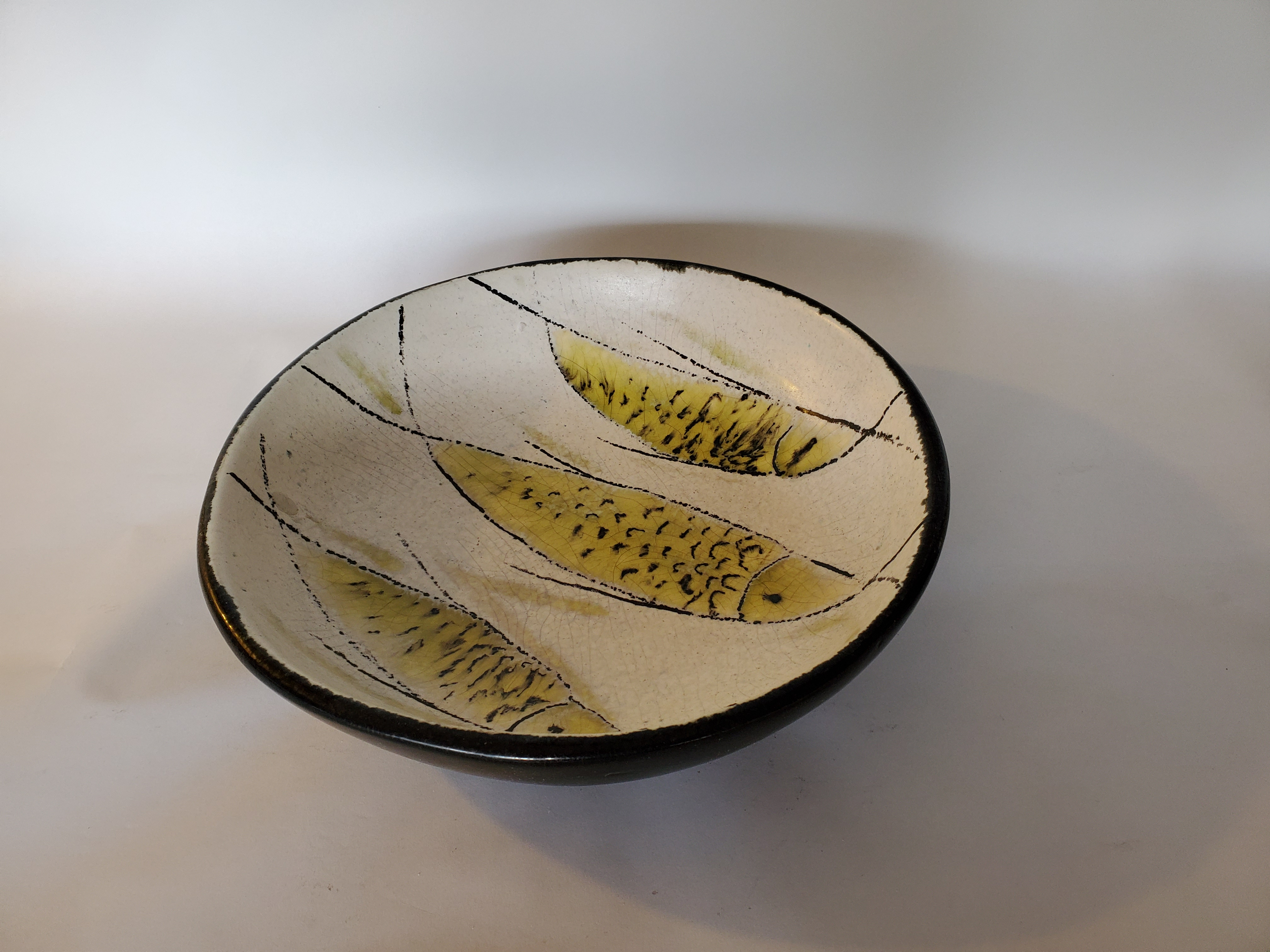
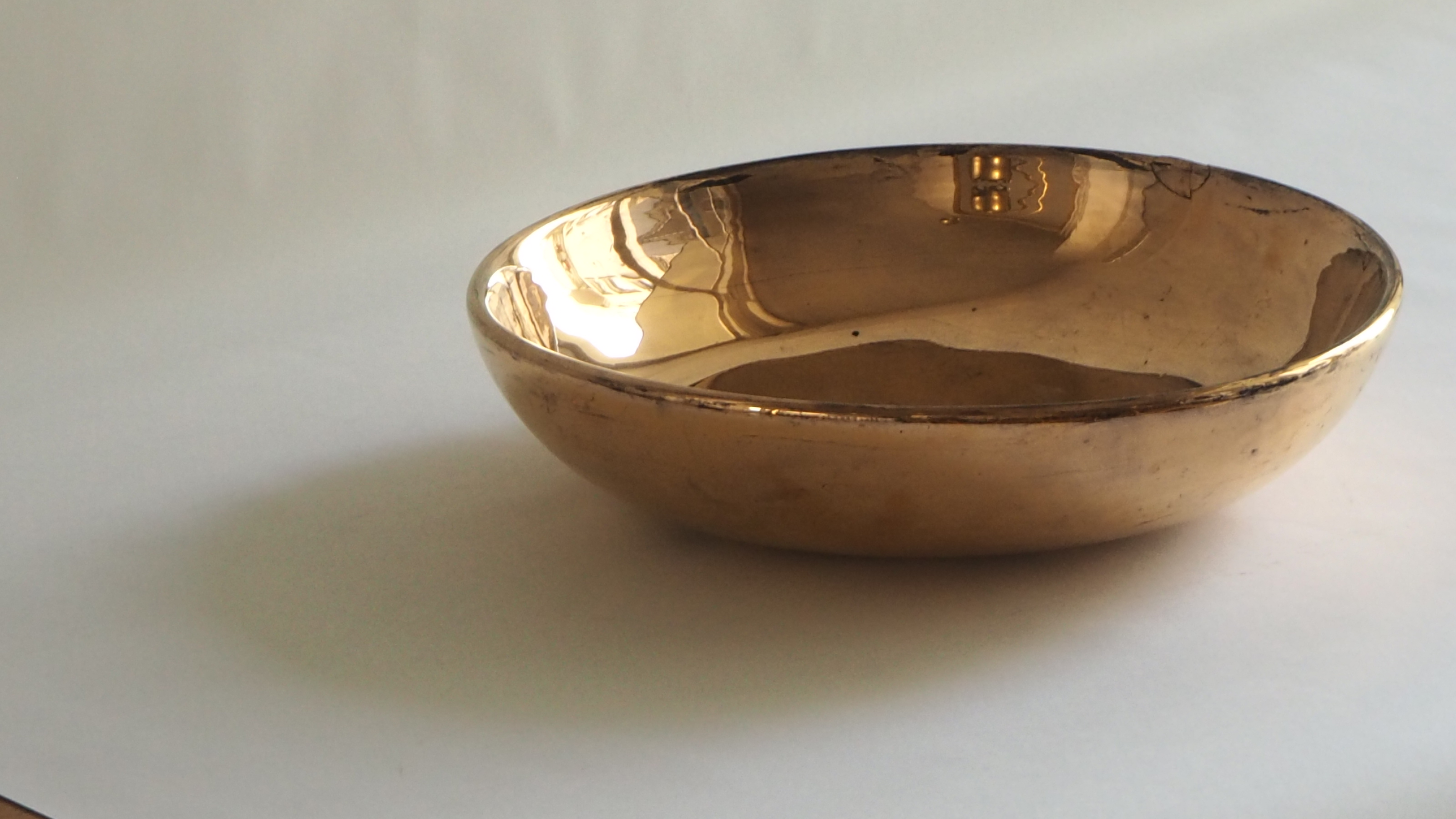
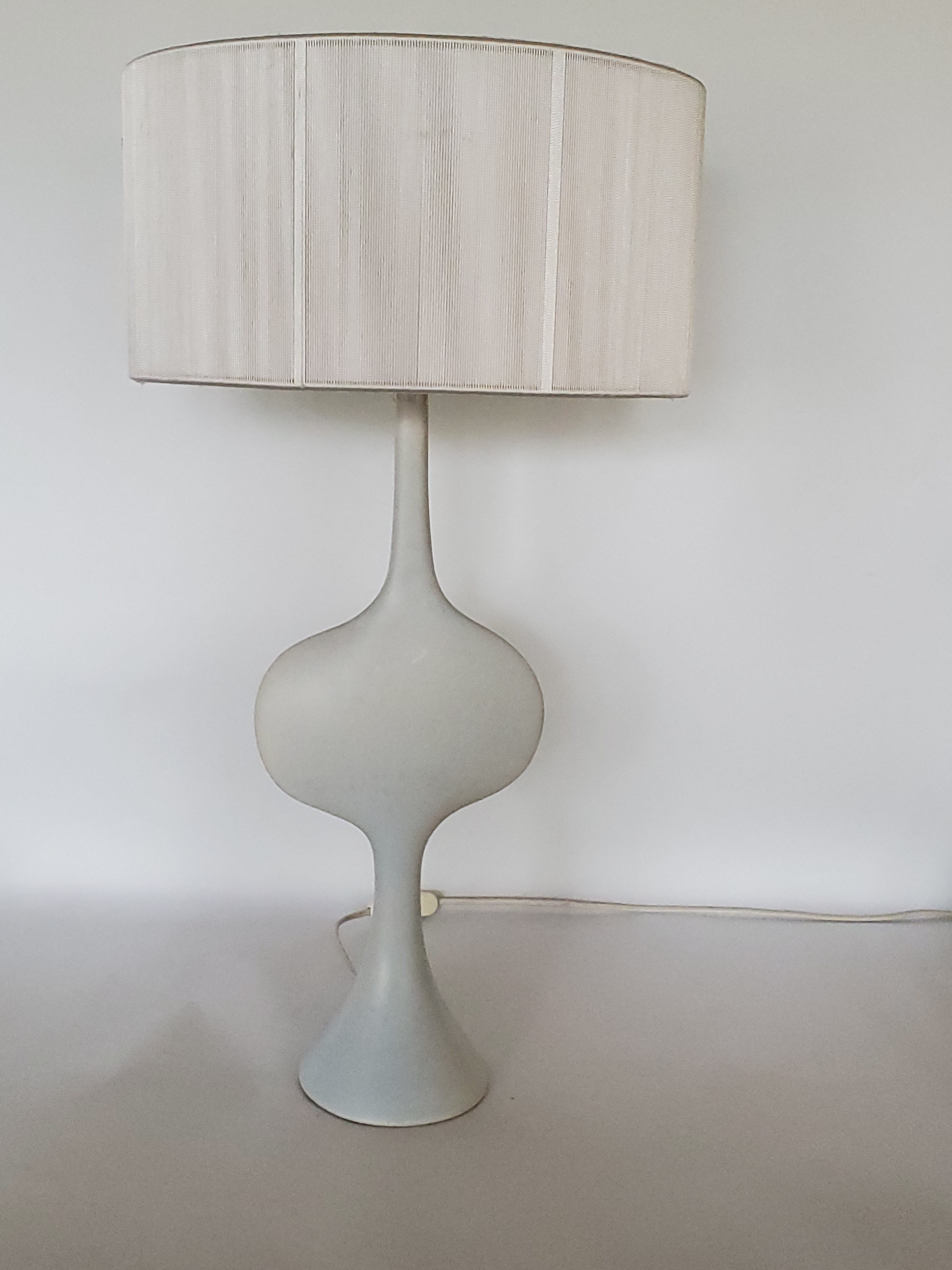
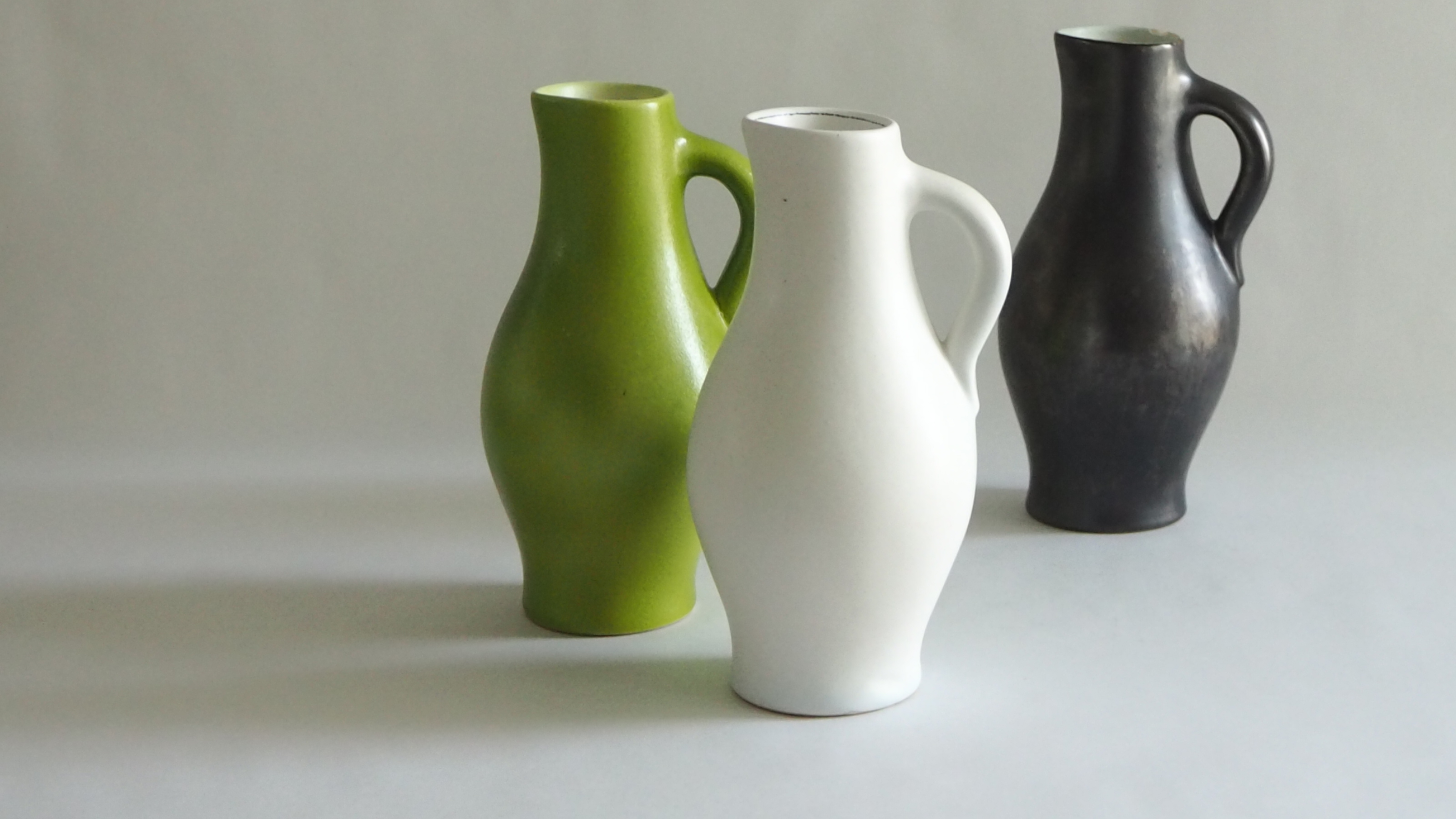